# Кошмар на улице Вязов (комиксы Marvel)
«Фредди Крюгер: Кошмар на улице Вязов» (англ. Freddy Krueger's A Nightmare On Elm Street) — серия американских чёрно-белых комиксов 1989 года, созданная по мотивам культового киносериала ужасов «Кошмар на улице Вязов». Серия издательства «Marvel Comics» завершилась клиффхэнгером после двух выпусков — предположительно, из-за проблем с цензурой. Действие комиксов происходит три года спустя после событий фильма «Кошмар на улице Вязов 3: Воины сна».

## Сюжет

### Выпуск № 1
- В оригинале: Dreamstalkers, Part 1[1][2]
- Дата релиза: октябрь 1989[3]

Городок Спрингвуд. Родители находят свою дочь Эллисон в её кровати — девушка при смерти, вся в крови. У парамедиков складывается впечатление, что родители избивали дочь и обращаются в полицию, чтобы узнать, что на самом деле происходит в этой семье. Тем временем, доктор Джулиэнн Куинн возвращается из Нью-Йорка в родной Спрингвуд. Женщину мучают кошмары, в которых ей снится Фред Крюгер — знаменитый детоубийца. В самолёте, женщина читает письмо, которое она получила от одной монахини, работавшей с Амандой Крюгер — родной матерью Фредди. Монахиня в подробностях рассказывает о жизни Аманды и её изнасиловании заключёнными. Кроме того, у доктора на руках заключение психиатра с судебного разбирательства по делу Крюгера.
На следующее утро после очередного кошмара, доктор Куинн отправляется в Уэстэн-Хиллс на встречу с Эллисон, чьим лечением она теперь занимается. Девушка чуть было не погибла от потери крови, но она выжила и напрочь отказывается спать. На первой встрече доктор и пациентка осознают, что их мучает один и тот же кошмар. Доктора Куин мучают сомнения — она знает, что Крюгер мстит ей за свою смерть, ведь её родители были в той толпе, однако непонятно, почему маньяк преследует Эллисон?
Некоторые время спустя, доктор Куин предлагает Эллисон выполнить некоторые упражнения, которые помогут девушке научиться контролировать собственные сны. Джулиэнн начинает рисовать изображение горы и под гипнозом начинает внушать девушки, что они встретятся на её вершине во сне. Оказавшись во сне, девушки сталкиваются с Крюгером, который пытается убить их — гора начинает превращаться в некую субстанцию, принимая очертания головы Крюгера, и Джулиэнн и Эллисон начинают в ней тонуть.

### Выпуск № 2
- В оригинале: Dreamstalkers, Part 2[4][5]
- Дата релиза: ноябрь 1989[3]

Эллисон и Джулиэнн понимают, что оказались в буквальном смысле в голове Крюгера и теперь тонут в его мозге. Беспокойный дух разделяет женщин, и Джулианн оказывается один на один с Крюгером в котельной. Девушкам удаётся спастись и проснуться. Они обе пытаются осознать то, что с ними только что случилось. Джулиан решает прописать Эллисон «Гипносил», пока пытается узнать больше о способах контроля сновидений. Джулиан связывается со своим наставником и задаёт вопросы, полагая, что у Эллисон есть особые силы, которые помогают ей во сне. Тем временем, Эллисон перевозят их Спринвудского медицинского центра в Уэстен-Хиллз, и снимают с Гипносила, так как после событий третьего фильма закон о правомерности использования данного препарата не позволяет прописывать его больным. Новый врач Эллисон — скептик, доктор Уотли, считает, что нужно заняться лечением физической стороны заболевания.
Зная, что у них остаётся мало времени, Джулианн спрашивает, когда Эллисон впервые приснился Фред. Это случилось, когда девушка болела скарлатиной. Во сне она, сойдя с пути прекрасного сна, оказалась в баре, переполненном чудищами, среди которых был и Крюгер. Крюгер нападает на неё, но осознаёт, что не может убить девушку, так как она не принадлежит этому месту. Эллисон вернулась к прекрасным снам, и с тех пор Крюгер охотится за ней. Джулианн делится своими мыслями с Эллисон: её внутренние силы могут помочь уничтожить Крюгера. Джулианн возвращается в свою квартиру, засыпает и встречает Крюгера. Поиграв с девушкой в «кошки-мышки», Крюгер убивает Джулианн, зарезав её в живот. Эллисон клянётся отомстить Крюгеру и уничтожить его раз и навсегда.
Три недели спустя, не следуя назначениям доктора Уотли, Эллисон рисует себя в разных образах: борец, панк и др. Кроме того, она попыталась обезоружить Крюгера, лишив его перчатки, свита и шляпы. Девушка засыпает и вновь сталкивается с Крюгером — раньше, чем она рассчитывала. Во сне она становится такой, какой себя нарисовала, но ничего не помогает. В конце концов, на ней оказывается костюм и перчатка Крюгера. Между ними завязывается борьба, девушка вонзает лезвия в Крюгера, и в тот же момент, обессиленная просыпается, осознавая, что чуть не убила врача. Медики утаскивают её из палаты, а девушка кричит в ужасе — она обессилена.

## Разработка

### Концепция
В журнале «Amazing Heroes» #160 (от 1 марта 1989 года) появилось сообщение, что «Marvel Comics» и «Blackthorne Publishing» сохранили права на производство комиксов по вселенной «Кошмаров». В «Blackthorne» должны были заняться мини-серией из 8 выпусков в формате 3D — адаптаций фильмов — а также телесериала «Кошмары Фредди». «Marvel», в свою очередь, займутся издание чёрно-белой серии в формате журнала без ограниченного количество выпусков. Стив Гербер сообщил, что несколько авторов уже связались с «Marvel» и предложили свои 3-4 страничные концепции. Рич Баклер выступил художником первых 23-х страниц премьерного выпуска, но покинул проект — как предположил Гербер — из-за «проблем с редакцией или финансовых разногласий». Место Баклера занял Тони ДеЗанига, который завершил историю «Dreamstalkers» — сюжет должен был продолжиться в 5-м выпуске серии.
По словам Гербера, он придумал главного героя, который будет противостоять Фредди в будущих выпусках — поскольку, доктор Джулианн Квин был убит, этим героям должна была стать Эллисон Хэйс, чья судьба осталась неизвестна после второго выпуска. Он добавил, что история Эллисон продолжится позже — «мы расскажем о ней в пятом выпуске и далее». Гербер отметил, что формат ежемесячного комикса (в отличие от фильмов, которые выходят в прокат с большим промежутком) позволяет ввести одного или нескольких антагонистов серии. Планы «Marvel Comics» были таковы, что «серия начнётся с двух сорока четырёх страничных выпусков. Затем каждый выпуск будет посвящён отдельной истории на 30 страниц, а также ряду коротких историй от других творческих команд».
Третий и четвёртый выпуски должны были написать Базз Диксон, а шестой — Питер Дэвид с иллюстрациями Сэма Кита. Вместе с Диксоном работал художник Боб Холл, контуровщик — Альфредо Алькала. Художник обложек первых двух выпусков — Джо Джуско — закончил работу над обложкой третьей — позже автор выложил её в Интернет. Холл и Кит были привлечены к работе над вторым выпуском — Холл поработал над двумя иллюстрациями, Кит — над одной. Второй выпуск содержал рекламное изображение следующей части — Фредди сидит в учительском кресле, на доске написано «Обратно в школу», а слоган утверждает, что «Фредди научит тебя тому, чего ты никогда не забудешь!». Название третьего выпуска — «Freddy’s Girl». В нём Крюгер находит общий язык с одинокой депрессивной девочкой-подростком, и рассказывает ей о ценности жизни — разумеется, у маньяка есть свои планы на девочку.
Планировалось, что в журналах будет раздел с письмами от читателей, оформителем должен был стать Боб Холл. Базз Диксон предложил создать рубрику «Запросы для Фредди», где читатели смогут предложить свои варианты следующих жертв Крюгера — по аналогии с тем, как в «DC Comics» предложили выбрать — умрёт или выживет Джейсон Тодд в комиксе «Batman: A Death In The Family».
Четвёртый выпуск состоял бы из двух отдельных историй — над одной работал Диксон, Холл и Алькала, над другой — Питер Дэвид и Брет Блевинс. Питер Дэвид утверждал, что он написал пятый выпуск с иллюстрациями Дэна Лоулисса и Альфредо Алькалы. Кроме того, он выступил автором короткой истории на 6 страниц к пятому номеру — она шла следом за сюжетом Диксона.
Энди Мэнгельс рассказал, что продал сюжет для пятого выпуска «Marvel Comics», и в будущем должен был поработать с издательством.

### Закрытие серии
Серию отменили после двух выпусков. Сценарист серии Стив Гербер рассказал о причинах отмены серии в восьмом выпуске журнала «Reading For Pleasure», вышедшем в январе 1990 года. По словам автора, боссы «Marvel» не смогли отстоять проект перед обрушившемся на издательством градом гневных обращений от представителей общественных организаций, выступающих против насилия. Важную роль в закрытии проекта сыграло то, что незадолго до выхода первого выпуска в журнале «New York Times» была опубликована статья, в которой выражалось беспокойство о растущем уровне насилия в комиксах. Кроме того, показы пятого фильмы кино-франшизы «Кошмар на улице Вязов 5: Дитя сна» сопровождалась митингами с пикетами возле кинотеатров Лос-Анджелеса — протестующие призывали бойкотировать фильм. По словам Гербера, давление на издательство было очень велико, и маркировка «Только для взрослой аудитории» на обложке журнала не смогла помочь проекту.
Значительно позже художник Джо Джуско опубликовал рисунок для обложки третьего выпуска. На ней Фредди Крюгер появляется из дыми, возникшего из гигантского костра — возмущённая толпа родителей сжигала пластинки с рок-музыкой.

## Релиз
Оба выпуска стали чёрно-белыми хитами студии «Marvel Comics» — они заняли #90 и #109 места в топе-продаж на рынке дистрибуции «Capital City».